# 광목천왕
광목천왕(廣目天王, 산스크리트어: विरूपाक्ष 비루파크샤)은 수미산 중턱 서쪽에 살면서 많은 용을 권속으로 서방을 지키는 사천왕이다.

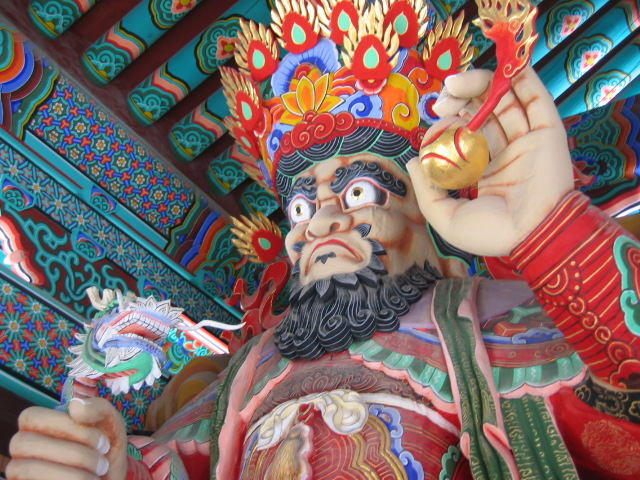
용과 여의주를 들고 있는 수덕사 광목천왕 상 - 절 입구에서 일주문, 금강문 다음의 사천왕문에 있다.

## 유래
산스크리트어로 비루파(विरू)는 귀, 여러 가지 색이라는 뜻이고, 악쉬(पाक्ष)는 눈 또는 뿌리라는 뜻으로 여러 가지 색의 눈 또는 뿌리라는 뜻인데, 이를 한자로 바꾸어 넓을 광(廣)과 눈 목(目)을 써서 광목천왕으로 부르며, 이는 크고 넓은 눈으로 수미산의 서방 국토를 바르게 지키고 중생을 도와주는 천왕이라는 뜻이다.
고대 인도에서 시바신의 화신으로 3개의 눈을 가진데서 유래하며, 그 권속으로 여러 종류의 용과 부단나 등이 있다. 용은 하늘에서 구름, 비, 천둥을 관장하고, 부단나는 냄새나는 혹은 열병을 앓게하는 귀신으로 아귀를 말하기도 한다. 나가를 부린다고 한다.

## 모양
다라니집경에서 왼손에는 창을 가지고 오른손에는 새끼를 가진다. 일자불정륜왕경에서는 왼손에는 창, 오른손에는 금강저를 가진다. 때로 궁근을 들고 있는 것도 있다.

## 같이 보기
- 사천왕
- 호법신